# آورو شکلتون
آورو شکلتون (به انگلیسی: Avro Shackleton) یک هواپیمای ساختِ کارخانهٔ آورو در کشور بریتانیا است که در سال ۱۹۵۱–۱۹۵۸ ساخته شد. نخستین استفاده‌کنندهٔ این هواپیما نیروی هوایی سلطنتی بریتانیا بوده‌است. این هواپیما در ۹ مارس ۱۹۴۹ میلادی نخستین پرواز خود را انجام داد.